# Konstantin Čujčenko
Konstantin Anatol'evič Čujčenko (in russo Константин Анатольевич Чуйченко?; Lipeck, 12 luglio 1965) è un politico, avvocato e imprenditore russo, Ministro della giustizia dal 21 gennaio 2020. In precedenza è stato Vice Primo Ministro e capo dello staff del Governo dal 2018 al 2020.
Ha i gradi civile di Consigliere di Stato effettivo della Federazione Russa di 1ª classe e di Consigliere di Stato effettivo di Justitia della Federazione Russa.

## Biografia
Nato a Lipeck, Unione Sovietica, Čujčenko si è laureato presso il Dipartimento di Giurisprudenza dell'Università statale di Leningrado nel 1987 come compagno di studi di Dmitrij Medvedev.
Dal 1989 al 1992 Čujčenko ha prestato servizio nel KGB.  Nel marzo 2001 è diventato Capo dell'Ufficio legale di Gazprom  e dall'aprile 2002 è membro del comitato di gestione di Gazprom.  Dal 17 gennaio 2003 al luglio 2004 è stato Presidente del Consiglio di Amministrazione della holding Gazprom Media.  Da marzo 2003 è membro del consiglio di amministrazione della rete TNT TV,  di NTV e azionista di Gazprom. Dal luglio 2004 è direttore esecutivo di RosUkrEnergo in rappresentanza di Gazprombank. Dal 23 dicembre 2005 è membro del consiglio di amministrazione di Sibneft (ora Gazprom Neft).
Il 15 gennaio 2020 si è dimesso dal gabinetto, dopo che il presidente Vladimir Putin ha pronunciato il discorso presidenziale all'Assemblea federale. Il 21 gennaio è nominato Ministro della Giustizia nel nuovo Governo.
In risposta all'invasione russa dell'Ucraina nel 2022, il 6 aprile 2022 l'Office of Foreign Assets Control del Dipartimento del Tesoro degli Stati Uniti ha aggiunto Čujčenko all'elenco delle persone sottoposte a sanzioni.

## Vita privata
È sposato con Christina Tichonova, avvocato. Hanno tre figlie.